# Mandevilla boliviensis

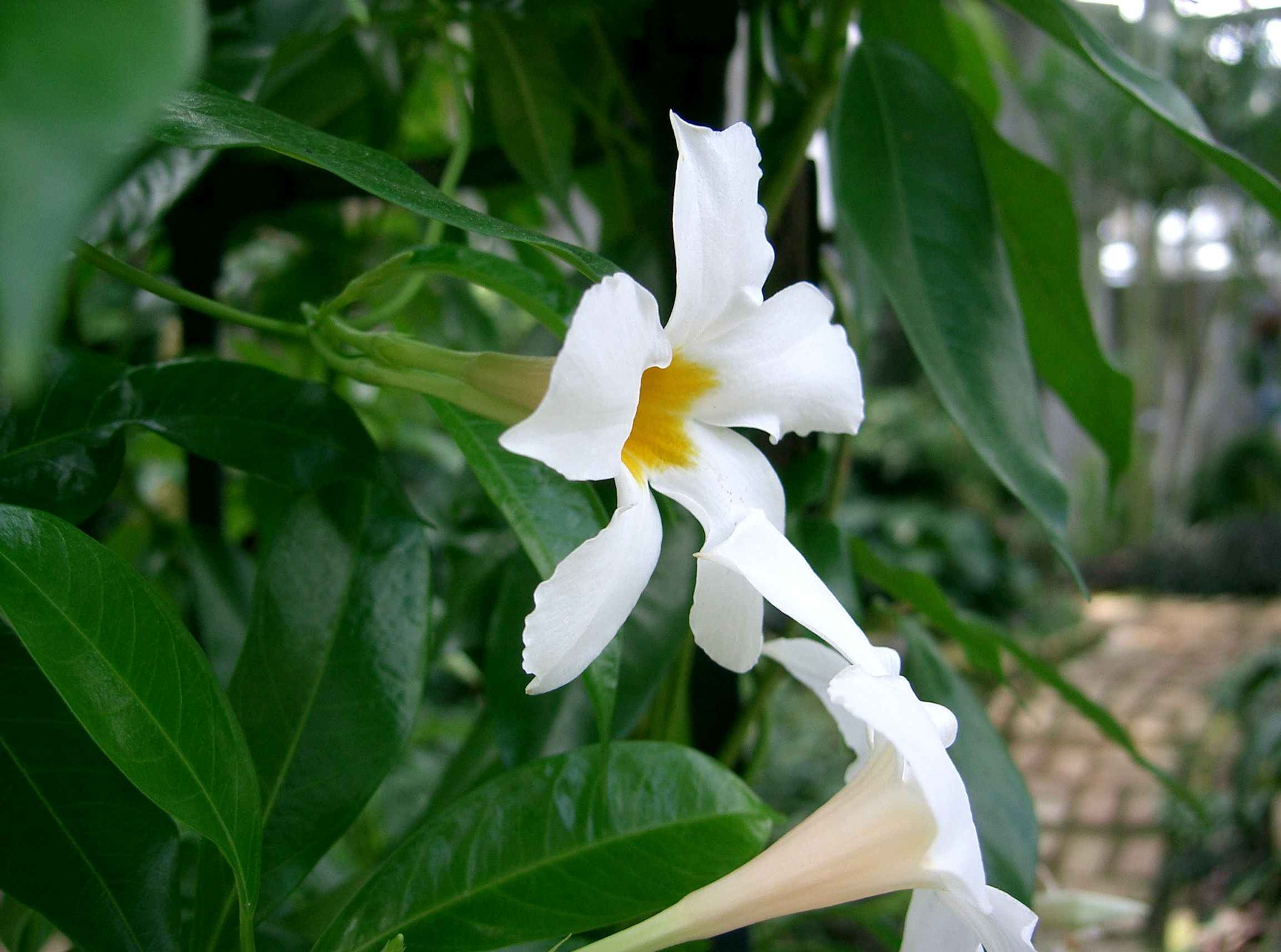
Kwiaty

Mandevilla boliviensis – gatunek rośliny należący do rodziny toinowatych. W Polsce znana jest też pod nieprawidłową nazwą dipladenia lub Dipladenia boliviensis. Pochodzi z Ameryki Północnej i Środkowej: Kostaryka (Alajuela, Cartago, Limon), Brazylia, Boliwia (La Paz), Kolumbia, Ekwador (Tungurahua), Peru (Cajamarca). W Polsce i w innych krajach jest uprawiana jako roślina ozdobna.

## Morfologia
PokrójKrzewiaste pnącze. Cała roślina jest trująca, jej sok mleczny może powodować podrażnienie skóry.
KwiatyBiałe z pomarańczową gardzielą, w postaci trąbki o płatkach korony odwiniętych na zewnątrz. Przyjemnie pachną. W zalążni kwiatów znajdują się dwa gruczoły i stąd pochodzi nazwa Dipladenia (w języku greckim diplos znaczy podwójny, aden – gruczoł).
LiścieUlistnienie naprzeciwległe, liście szerokoeliptyczne, ciemnozielone, błyszczące, o długości 10–15 cm, podobne do liści cytryny.

## Zastosowanie
Najlepiej rośnie w szklarni, można ją jednak uprawiać również jako roślinę pokojową. Dobrze nadaje się także do dekoracji balkonów, altan, werand, na zimę musi być przeniesiona do ogrzewanych pomieszczeń. Jest rośliną wieloletnią, rośnie dość szybko, nie przycinane pędy przyrastają ok. 60 cm rocznie. Jeżeli prowadzi się ją w formie pnącej należy pozostawić 1 tylko pęd, pozostałe przycinać. Uprawiana bez przycinania może po wielu latach osiągnąć długość nawet 4 m. Kwiaty rozwijają się stopniowo od wczesnego lata po późną zimę, wyrastając po 2-3 na szypułkach w kątach liści. Podobnym gatunkiem jest Mandevilla laxa, która ma również białe kwiaty. W uprawie znajdują się też inne gatunki o różowych kwiatach: Mandevilla sanderi i Mandevilla splendens.

## Uprawa
Najważniejszym warunkiem powodzenia uprawy jest zapewnienie roślinie stałej i dużej wilgotności powietrza. Aby to uzyskać można postawić doniczkę na kamykach na dużej podstawce stale wypełnionej wodą. Dobrze jest codziennie zraszać roślinę. Liści nie nabłyszcza się. Jako podłoże najlepsza jest żyzna, próchniczna gleba. Zimą należy ją przetrzymywać w temperaturze nie niższej niż 13 °C, lepiej jednak gdy jest to 15 °C. Potrzebuje dużo światła. Latem podlewa się obficie, zimą niewiele. Roślinę corocznie przesadza się do większej doniczki. Jeśli nie chcemy by roślina miała postać długiego pnącza należy ją po przekwitnięciu silnie przyciąć. Latem nawozi się słabą dawką płynnych nawozów co 2 tygodnie. Bywa atakowana przez przędziorki, wełnowce i tarczniki. Zwalcza się je odpowiednimi środkami chemicznymi. Rozmnaża się ją na wiosnę przez ukorzenianie sadzonek wierzchołkowych w rozmnażarce (ogrzewanej lub pod osłonami). Otrzymane z nich rośliny zakwitają jeszcze w tym roku, lub w następnym.